# Bóng đá tại Đại hội Thể thao Đông Nam Á 2013
Môn bóng đá tại Đại hội Thể thao Đông Nam Á 2013 bao gồm bóng đá nam và bóng đá nữ. Nội dung bóng đá nam diễn ra từ ngày 7 tháng 12 đến ngày 21 tháng 12 năm 2013 và nội dung bóng đá nữ diễn ra từ ngày 10 tháng 12 đến ngày 20 tháng 12 năm 2013. Các trận đấu được tổ chức tại ba địa điểm của Myanmar. Độ tuổi tham dự giải đấu là U-23 đối với nam, và không giới hạn độ tuổi đối với nữ.

## Lịch thi đấu
Dưới đây là lịch thi đấu cho môn bóng đá.
| G | Vòng bảng | ½ | Bán kết | B | Tranh huy chương đồng | F | Chung kết |

| Nội dung | T7 7 | CN 8 | T2 9 | T3 10 | T4 11 | T5 12 | T6 13 | T7 14 | CN 15 | T2 16 | T3 17 | T4 18 | T5 19 | T6 20 | T6 20 | T7 21 | T7 21 |
| -------- | ---- | ---- | ---- | ----- | ----- | ----- | ----- | ----- | ----- | ----- | ----- | ----- | ----- | ----- | ----- | ----- | ----- |
| Nam      | G    | G    | G    | G     |       | G     | G     | G     | G     | G     | G     |       | ½     |       |       | B     | F     |
| Nữ       |      |      |      | G     |       | G     | G     | G     | G     | G     |       | ½     |       | B     | F     |       |       |

## Địa điểm
Tổng cộng ba địa điểm đã được sử dụng cho giải đấu. Sân vận động Thuwunna ở Yangon và sân vận động Zayarthiri ở Naypyidaw là các địa điểm diễn ra các trận đấu của giải nam, trong khi các trận đấu của giải nữ được tổ chức tại sân vận động Mandalarthiri ở Mandalay.
| YangonNaypyidawMandalayBóng đá tại Đại hội Thể thao Đông Nam Á 2013 (Myanmar) | Naypyidaw               | Naypyidaw                  |
| ----------------------------------------------------------------------------- | ----------------------- | -------------------------- |
| YangonNaypyidawMandalayBóng đá tại Đại hội Thể thao Đông Nam Á 2013 (Myanmar) | Sân vận động Zayarthiri |                            |
| YangonNaypyidawMandalayBóng đá tại Đại hội Thể thao Đông Nam Á 2013 (Myanmar) | Sức chứa: 30.000        |                            |
| YangonNaypyidawMandalayBóng đá tại Đại hội Thể thao Đông Nam Á 2013 (Myanmar) |                         |                            |
| YangonNaypyidawMandalayBóng đá tại Đại hội Thể thao Đông Nam Á 2013 (Myanmar) | Yangon                  | Mandalay                   |
| YangonNaypyidawMandalayBóng đá tại Đại hội Thể thao Đông Nam Á 2013 (Myanmar) | Sân vận động Thuwunna   | Sân vận động Mandalarthiri |
| YangonNaypyidawMandalayBóng đá tại Đại hội Thể thao Đông Nam Á 2013 (Myanmar) | Sức chứa: 32.000        | Sức chứa: 30.000           |
| YangonNaypyidawMandalayBóng đá tại Đại hội Thể thao Đông Nam Á 2013 (Myanmar) |                         |                            |

## Các quốc gia tham dự
| Quốc gia               | Nam | Nữ  |
| ---------------------- | --- | --- |
| Brunei                 | Yes | No  |
| Campuchia              | Yes | No  |
| Indonesia              | Yes | No  |
| Lào                    | Yes | Yes |
| Malaysia               | Yes | Yes |
| Myanmar                | Yes | Yes |
| Philippines            | No  | Yes |
| Singapore              | Yes | No  |
| Thái Lan               | Yes | Yes |
| Đông Timor             | Yes | No  |
| Việt Nam               | Yes | Yes |
| Tổng cộng: 11 quốc gia | 10  | 6   |

## Giải đấu nam

### Vòng bảng
Mười đội tuyển được chia thành hai bảng thi đấu vòng tròn một lượt. Mỗi bảng chọn hai đội đứng đầu vào bán kết.

#### Bảng A
| VT | Đội         | ST | T | H | B | BT | BB | HS  | Đ  | Giành quyền tham dự     |
| -- | ----------- | -- | - | - | - | -- | -- | --- | -- | ----------------------- |
| 1  | Singapore   | 4  | 3 | 1 | 0 | 9  | 3  | +6  | 10 | Vòng đấu loại trực tiếp |
| 2  | Malaysia    | 4  | 2 | 2 | 0 | 5  | 2  | +3  | 8  | Vòng đấu loại trực tiếp |
| 3  | Việt Nam    | 4  | 2 | 0 | 2 | 13 | 3  | +10 | 6  |                         |
| 4  | Lào         | 4  | 1 | 1 | 2 | 5  | 12 | −7  | 4  |                         |
| 5  | Brunei      | 4  | 0 | 0 | 4 | 2  | 14 | −12 | 0  |                         |
| 6  | Philippines | 0  | 0 | 0 | 0 | 0  | 0  | 0   | 0  | Rút lui                 |

1. ↑  Philippines rút lui khỏi giải đấu vào ngày 7 tháng 11 năm 2013.

#### Bảng B
| VT | Đội         | ST | T | H | B | BT | BB | HS | Đ | Giành quyền tham dự     |
| -- | ----------- | -- | - | - | - | -- | -- | -- | - | ----------------------- |
| 1  | Thái Lan    | 4  | 2 | 2 | 0 | 8  | 3  | +5 | 8 | Vòng đấu loại trực tiếp |
| 2  | Indonesia   | 4  | 2 | 1 | 1 | 3  | 4  | −1 | 7 | Vòng đấu loại trực tiếp |
| 3  | Myanmar (H) | 4  | 2 | 1 | 1 | 7  | 3  | +4 | 7 |                         |
| 4  | Đông Timor  | 4  | 1 | 1 | 2 | 5  | 8  | −3 | 4 |                         |
| 5  | Campuchia   | 4  | 0 | 1 | 3 | 2  | 7  | −5 | 1 |                         |

1. 1 2  Điểm đối đầu: Indonesia 3, Myanmar 0.

### Vòng đấu loại trực tiếp
|  | Bán kết                 | Bán kết  |                            |   | Trận tranh huy chương vàng | Trận tranh huy chương vàng |
|  |                         |          |                            |   |                            |                            |
|  | 19 tháng 12 – Naypyidaw |          |                            |   |                            |                            |
|  |                         |          |                            |   |                            |                            |
|  | Malaysia                | 1 (3)    |                            |   |                            |                            |
|  | Malaysia                | 1 (3)    | 21 tháng 12 – Naypyidaw    |   |                            |                            |
|  | Indonesia (p)           | 1 (4)    |                            |   |                            |                            |
|  | Indonesia (p)           | 1 (4)    | Indonesia                  | 0 |                            |                            |
|  | 19 tháng 12 – Naypyidaw |          | Indonesia                  | 0 |                            |                            |
|  |                         | Thái Lan | 1                          |   |                            |                            |
|  | Thái Lan                | Thái Lan | 1                          | 1 |                            |                            |
|  | Thái Lan                |          |                            | 1 |                            |                            |
|  | Singapore               | 0        |                            |   |                            |                            |
|  | Singapore               | 0        | Trận tranh huy chương đồng |   |                            |                            |
|  |                         |          |                            |   |                            |                            |
|  | 21 tháng 12 – Naypyidaw |          |                            |   |                            |                            |
|  |                         |          |                            |   |                            |                            |
|  | Malaysia                | 1        |                            |   |                            |                            |
|  | Malaysia                | 1        |                            |   |                            |                            |
|  | Singapore               | 2        |                            |   |                            |                            |

### Huy chương vàng
| Bóng đá nam Đại hội Thể thao Đông Nam Á 2013 |
| -------------------------------------------- |
| · Thái Lan · Lần thứ 14                      |

## Giải đấu nữ

### Vòng bảng
Sáu đội tuyển được chia thành hai bảng thi đấu vòng tròn một lượt. Mỗi bảng chọn hai đội đứng đầu vào bán kết.

#### Bảng A
| VT | Đội         | ST | T | H | B | BT | BB | HS | Đ | Giành quyền tham dự     |
| -- | ----------- | -- | - | - | - | -- | -- | -- | - | ----------------------- |
| 1  | Việt Nam    | 2  | 2 | 0 | 0 | 8  | 0  | +8 | 6 | Vòng đấu loại trực tiếp |
| 2  | Myanmar (H) | 2  | 1 | 0 | 1 | 2  | 1  | +1 | 3 | Vòng đấu loại trực tiếp |
| 3  | Philippines | 2  | 0 | 0 | 2 | 0  | 9  | −9 | 0 |                         |
| 4  | Indonesia   | 0  | 0 | 0 | 0 | 0  | 0  | 0  | 0 | Rút lui                 |

1. ↑  Indonesia rút lui khỏi giải đấu vào ngày 8 tháng 11 năm 2013.

#### Bảng B
| VT | Đội        | ST | T | H | B | BT | BB | HS  | Đ | Giành quyền tham dự     |
| -- | ---------- | -- | - | - | - | -- | -- | --- | - | ----------------------- |
| 1  | Thái Lan   | 2  | 2 | 0 | 0 | 11 | 1  | +10 | 6 | Vòng đấu loại trực tiếp |
| 2  | Malaysia   | 2  | 1 | 0 | 1 | 4  | 7  | −3  | 3 | Vòng đấu loại trực tiếp |
| 3  | Lào        | 2  | 0 | 0 | 2 | 1  | 8  | −7  | 0 |                         |
| 4  | Đông Timor | 0  | 0 | 0 | 0 | 0  | 0  | 0   | 0 | Rút lui                 |

1. ↑  Đông Timor rút lui khỏi giải đấu vào ngày 22 tháng 11 năm 2013.

### Vòng đấu loại trực tiếp
|  | Bán kết                | Bán kết  |                            |       | Trận tranh huy chương vàng | Trận tranh huy chương vàng |
|  |                        |          |                            |       |                            |                            |
|  | 18 tháng 12 – Mandalay |          |                            |       |                            |                            |
|  |                        |          |                            |       |                            |                            |
|  | Việt Nam               | 4        |                            |       |                            |                            |
|  | Việt Nam               | 4        | 20 tháng 12 – Mandalay     |       |                            |                            |
|  | Malaysia               | 0        |                            |       |                            |                            |
|  | Malaysia               | 0        | Việt Nam                   | 1     |                            |                            |
|  | 18 tháng 12 – Mandalay |          | Việt Nam                   | 1     |                            |                            |
|  |                        | Thái Lan | 2                          |       |                            |                            |
|  | Thái Lan (p)           | Thái Lan | 2                          | 2 (9) |                            |                            |
|  | Thái Lan (p)           |          |                            | 2 (9) |                            |                            |
|  | Myanmar                | 2 (8)    |                            |       |                            |                            |
|  | Myanmar                | 2 (8)    | Trận tranh huy chương đồng |       |                            |                            |
|  |                        |          |                            |       |                            |                            |
|  | 20 tháng 12 – Mandalay |          |                            |       |                            |                            |
|  |                        |          |                            |       |                            |                            |
|  | Malaysia               | 0        |                            |       |                            |                            |
|  | Malaysia               | 0        |                            |       |                            |                            |
|  | Myanmar                | 6        |                            |       |                            |                            |

### Huy chương vàng
| Bóng đá nữ Đại hội Thể thao Đông Nam Á 2013 |
| ------------------------------------------- |
| · Thái Lan · Lần thứ 5                      |

## Tóm tắt huy chương

### Bảng huy chương
| Hạng               | Đoàn               | Vàng | Bạc | Đồng | Tổng số |
| ------------------ | ------------------ | ---- | --- | ---- | ------- |
| 1                  | Thái Lan (THA)     | 2    | 0   | 0    | 2       |
| 2                  | Indonesia (INA)    | 0    | 1   | 0    | 1       |
| 2                  | Việt Nam (VIE)     | 0    | 1   | 0    | 1       |
| 4                  | Myanmar (MYA)      | 0    | 0   | 1    | 1       |
| 4                  | Singapore (SGP)    | 0    | 0   | 1    | 1       |
| Tổng số (5 đơn vị) | Tổng số (5 đơn vị) | 2    | 2   | 2    | 6       |

### Danh sách huy chương
| Nội dung | Vàng | Bạc | Đồng |
| -------- | --- | --- | --- |
| Nam      | Thái Lan (THA) · Peerapat Notechaiya · Theeraton Bunmathan · Sakolwat Skollah · Thitipan Puangchan · Artit Daosawang · Adisak Kraisorn · Pokkhao Anan · Charyl Chappuis · Narubodin Weerawatnodom · Pakorn Prempak · Pravinwat Boonyong · Chutipol Thongtae · Chanathip Songkrasin · Chayanan Pombuppha · Chanin Sae-Eae · Tanaboon Kesarat · Kawin Thammasatchanan · Ukrit Wongmeema · Krirkrit Thaweekarn · Sarawut Masuk              | Indonesia (INA) · Kurnia Meiga · Syahrizal Syahbuddin · Dendi Santoso · Rizky Pellu · Ramdhani Lestaluhu · Egi Melgiansyah · Yandi Munawar · Dedi Kusnandar · Andritany Ardhiyasa · Manahati Lestusen · Yohanes Pahabol · Rony Beroperay · Andik Vermansyah · Fandi Utomo · Bayu Gatra · Diego Muhammad · Alfin Tuasalamony · Nelson Alom · Andri Ibo · Mokhamad Syaifuddin                         | Singapore (SGP) · Izwan Mahbud · Sahil Suhaimi · Afiq Yunos · Anumanthan Kumar · Madhu Mohana · Gabriel Quak · Hafiz Sujad · Faritz Hameed · Faris Ramli · Hariss Harun · Zulfahmi Arifin · Khairulhin Khalid · Izzdin Shafiq · Safuwan Baharudin · Nazrul Nazari · Shahfiq Ghani · Iqbal Hussain · Abdul Rahman · Syazwan Buhari       |
| Nữ       | Thái Lan (THA) · Waraporn Boonsing · Darut Changplook · Natthakarn Chinwong · Duangnapa Sritala · Kwanruethai Kunupatham · Phikul Khueanpet · Naphat Seesraum · Warunee Phetwiset · Sunisa Srangthaisong · Ainon Phancha · Kwanruedi Saengchan · Anootsara Maijarern · Taneekarn Dangda · Wilaiporn Boothduang · Kanjana Sungngoen · Sukanya Chor Charoenying · Nisa Romyen · Rattikan Thongsombut · Alisa Rukpinij · Suphaphon Kaeobaen | Việt Nam (VIE) · Đặng Thị Kiều Trinh · Nguyễn Thị Xuyến · Chương Thị Kiều · Bùi Thị Như · Nguyễn Thị Nga · Phạm Hoàng Quỳnh · Nguyễn Thị Tuyết Dung · Nguyễn Thị Minh Nguyệt · Huỳnh Như · Nguyễn Thị Hòa · Nguyễn Thị Nguyệt · Vũ Thị Nhung · Nguyễn Thị Muôn · Lê Thị Tuyết Mai · Nguyễn Thị Ngọc Anh · Lê Thị Thương · Nguyễn Hải Hòa · Nguyễn Thị Liễu · Lê Thu Thanh Hương · Trần Thị Kim Hồng | Myanmar (MYA) · May Khin Ya Min · Myint Myint Aye · Shwe Zin Aung · Moe Moe War · Phu Pwint Khine · San San Maw · Than Than Htwe · Nilar Myint · Yee Yee Oo · Khin Marlar Tun · Khin Moe Wai · Naw Arlo Wer Phaw · Margret Marri · Wai Wai Aung · Zin Mar Win · Khin Than Wai · Thidar Oo · Win Theingi Tun · Zar Chi Oo · Mya Phu Ngon |